# K探员
K探员（英語：Agent K，也称凯伊或单个字母K），是《黑衣人》电影三部曲以及漫画和动画《黑衣警探》中的虚构人物，电影人物由汤米·李·琼斯和乔什·布洛林所饰演，艾德·欧罗斯和格雷格·伯杰担任其动画版的配音。
虽然其名称正式称为凯文·布朗（英語：Kevin Brown），但是《黑衣人》游戏中的K探员名为凯文·坎宁安，即取用《黑衣人》漫画作品原创作者洛厄尔·坎宁安的姓氏。

## 另请参阅
- J探员
- MIB星際戰警系列電影（英语：Men in Black (film series)）
- 黑衣警探

## 外部連結
- 互联网电影数据库上K探员的资料（英文）
- 漫画书数据库：K探员